# Edward Knobel
Pour les articles homonymes, voir Knobel.
Edward Ball Knobel, né à Londres, en Angleterre, le 21 octobre 1841 et mort le 25 juillet 1930, est un astronome amateur et homme d'affaires britannique. 

## Biographie
Il étudie d'abord le droit, mais son amour de la géologie le pousse à se réorienter vers la Government School of Mines (maintenant intégrée à l'Imperial College London) en 1861. En 1862, il change à nouveau de carrière en joignant la brasserie Bass & Co. à Burton upon Trent en tant que chimiste. Il grimpe les échelons et finit directeur de la brasserie. Il accepte par la suite un poste de directeur à l'usine de soie Courtauld à Bocking en 1875. Son dernier emploi est à la Ilford Photographic Company.
En 1872, il achète un télescope de 8,5 pouces de diamètre pour assouvir sa passion pour l'astronomie. Son travail pour une publication sur la chronologie des catalogues d'étoiles en 1875 l'amène à étudier les travaux d'astronomes arabes de l'antiquité et à apprendre un peu d'arabe et de persan. En 1879, il publie une traduction du catalogue d'Ulugh Beg à partir d'un manuscrit persan. Il prépare ensuite une nouvelle édition du catalogue d'étoiles compris dans l'Almageste de Ptolémée à partir des versions manuscrites disponibles de cette œuvre en grec, en arabe et en latin. Après une longue collaboration avec Christian Heinrich Friedrich Peters, une version finale est publiée en 1915. Knobel est président de la British Astronomical Association et de la Royal Astronomical Society (1892–1893 et 1900–1901).

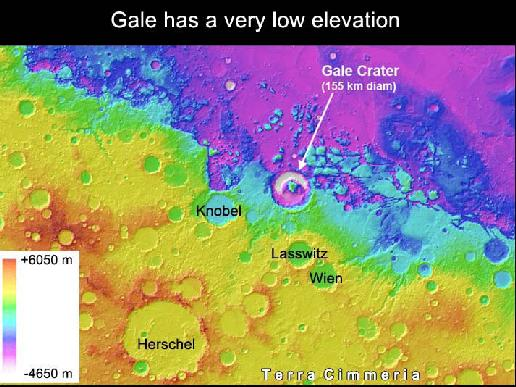
Le cratère Knobel se situe à proximité du cratère Gale

Un cratère d'impact sur Mars est nommé en son honneur.